# Koszki
Koszki (dodatkowa nazwa w języku białoruskim Кошкі) – wieś w Polsce położona w województwie podlaskim, w powiecie bielskim, w gminie Orla.
W latach 1975–1998 miejscowość administracyjnie należała do województwa białostockiego.
Prawosławni mieszkańcy wsi należą do parafii św. Proroka Eliasza w Podbielu, a wierni kościoła rzymskokatolickiego do parafii Miłosierdzia Bożego w Bielsku Podlaskim.